# 14550 Lehký
14550 Lehký là một tiểu hành tinh vành đai chính với chu kỳ quỹ đạo là 1280.9760012 ngày (3.51 năm).
Nó được phát hiện ngày 27 tháng 10 năm 1997.